# الکساندر میکولین
الکساندر میکولین (روسی: Алекса́ндр Алекса́ндрович Мику́лин؛ ۱۴ فوریهٔ ۱۸۹۵ – ۱۳ مهٔ ۱۹۸۵) مهندس و طراح موتور هواپیمای اهل امپراتوری روسیه بود.
وی همچنین برندهٔ جوایزی همچون قهرمان کار سوسیالیست، نشان پرچم سرخ کار، و نشان لنین شده‌است.